# Олішкань
Олішкань (рум. Olișcani) — село у Шолданештському районі Молдови. Утворює окрему комуну.

## Населення
За даними перепису населення 2004 року у селі проживали 3025 осіб.
Національний склад населення села:
| Національність       | Кількість осіб | Відсоток   |
| -------------------- | -------------- | ---------- |
| молдавани румуни     | 2990 17        | 98,8% 0,6% |
| росіяни              | 9              | 0,3%       |
| українці             | 7              | 0,2%       |
| інша / без відповіді | 2              | 0,1%       |
| Всього               | 3025           | 100%       |

## Люди
В селі народилася Сенкевич Серафима Федорівна (нар. 1941) — українська художниця.